# كريستوفر ايير
كريستوفر ايير (17 أبريل 1998 رالينغن النرويج - ) هو لاعب كرة قدم نرويجي، يلعب كلاعب وسط.

## روابط خارجية
- كريستوفر ايير على موقع IMDb (الإنجليزية)
- كريستوفر ايير على موقع الاتحاد الدولي (مؤرشف)  (الإنجليزية)
- كريستوفر ايير على موقع الاتحاد الأوربي (الإنجليزية)
- كريستوفر ايير على موقع اتحاد النرويج (النرويجية)
- كريستوفر ايير على موقع قاعدة بيانات كرة القدم.إي يو (الإنجليزية)
- كريستوفر ايير على موقع ناشيونال فوتبول تيمز (الإنجليزية)
- كريستوفر ايير على موقع Soccerbase.com (لاعب) (الإنجليزية)
- كريستوفر ايير على موقع Soccerway.com (الإنجليزية)
- كريستوفر ايير على موقع عالم كرة القدم.نت (الإنجليزية)
- كريستوفر ايير على موقع AS.com (الإسبانية)